# Grant Balfour
Pour les articles homonymes, voir Balfour (homonymie).
Grant Robert Balfour (né le 30 décembre 1977 à Sydney en Australie) est un lanceur de relève droitier de la Ligue majeure de baseball. Il est présentement agent libre.

## Carrière

### Twins du Minnesota
Découvert par les Twins du Minnesota et signé comme joueur autonome en 1997, Grant Balfour a connu un cheminement plutôt chaotique depuis son entrée dans les majeures, à l'été 2001.
En 2001, Balfour se présente au monticule deux fois pour les Twins et ne lance que deux manches et deux tiers. Il passe la saison 2002 dans les ligues mineures et revient dans la Ligue américaine en 2003 et remporte sa première victoire. En 2004, il est utilisé dans 36 matchs par les Twins et compile un dossier victoires-défaites de 4-1. Il fait deux présences au monticule sans accorder de points durant la Série de division 2004 contre les Yankees de New York. Minnesota le libère cependant à l'issue de la saison.
Grant Balfour ne lance ni dans les majeures ni dans les mineures en 2005 en raison d'une blessure. Au printemps 2006, le lanceur droitier a signé un contrat avec les Reds de Cincinnati mais n'est jamais utilisé par cette équipe.

### Brewers de Milwaukee
En octobre 2006, les Brewers de Milwaukee réclament Balfour au ballottage. Il ne fera que trois apparitions avec Milwaukee mais accorde six points en deux manches et deux tiers et est crédité de deux défaites. 

### Rays de Tampa Bay
Le 27 juillet 2007, Balfour passe des Brewers aux Rays de Tampa Bay en échange du lanceur de relève Seth McClung. Balfour a terminé la saison avec sa nouvelle équipe et se voit offrir un nouveau contrat pour 2008.
Balfour s'impose comme releveur avec Tampa Bay. Son dossier en 2008 fut de 6-2 avec quatre matchs sauvegardés. Il a participé pour la première fois à la Série mondiale avec les Rays.
Il est utilisé dans 73 matchs par Tampa en 2009, mais affiche une moyenne de points mérités plutôt élevée (4,81). En revanche, il abaisse cette moyenne à seulement 2,28 au cours de la saison 2010, où les Rays font appel à lui à 57 reprises.

### Athletics d'Oakland

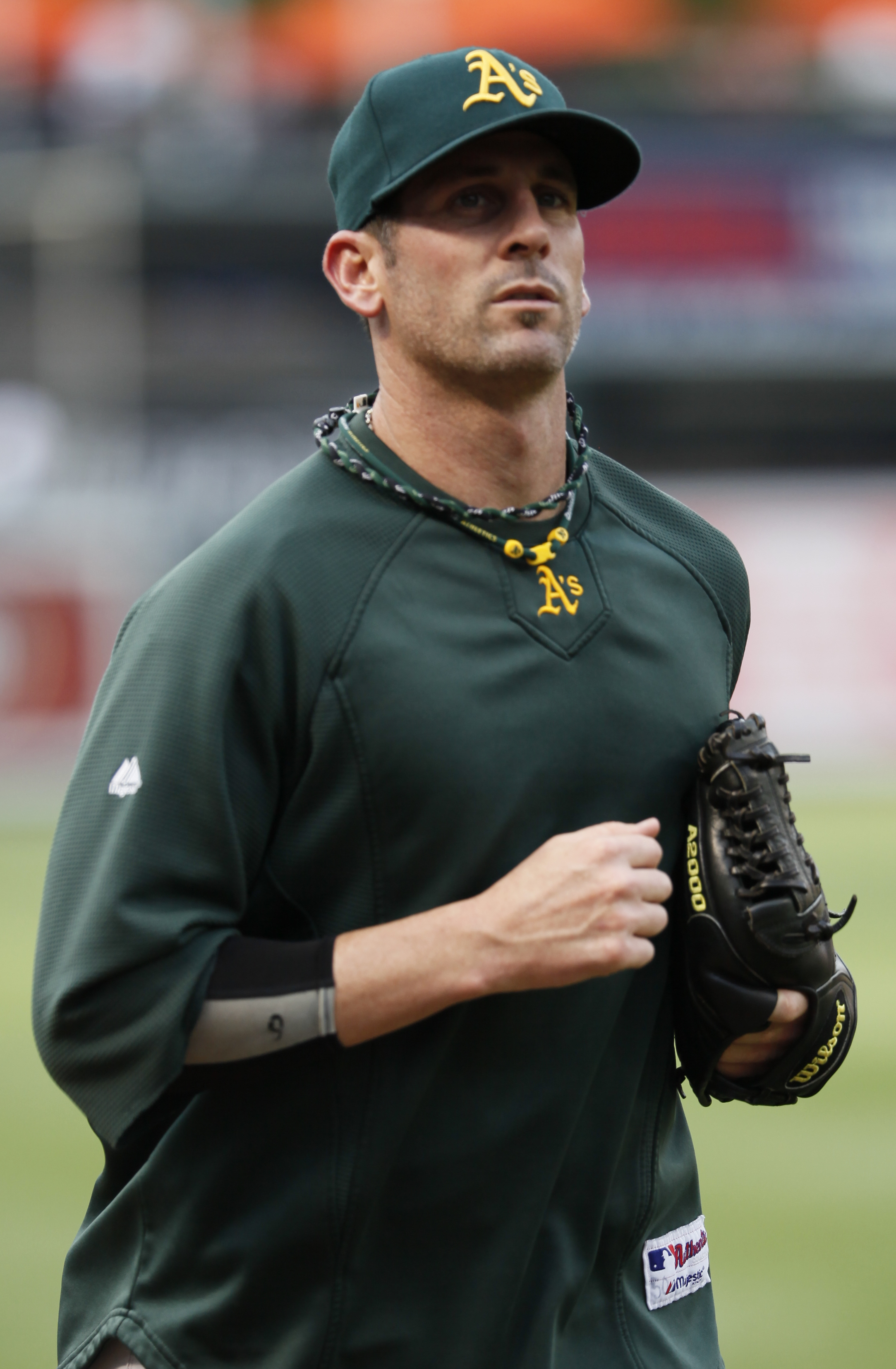
Grant Balfour en 2011 avec les A's d'Oakland.

Le 18 janvier 2011, Balfour signe un contrat de deux ans et une année d'option avec les Athletics d'Oakland. Il connaît une très belle première année en relève pour les A's, présentant une moyenne de points mérités de 2,47 en 62 manches lancées en 62 sorties. Il réussit 59 retraits sur des prises, remporte cinq victoires contre deux défaites et enregistre deux sauvetages.
Il connaît du succès dans le rôle de stoppeur des A's en 2012 et 2013, aidant l'équipe à remporter deux titres consécutifs de la division Ouest de la Ligue américaine. Il sauvegarde 24 et 38 victoires, respectivement, au cours de ces deux saisons et est en 2013 pour la première fois invité au match des étoiles. Balfour affiche une moyenne de points mérités de 2,53 et retire 72 adversaires sur des prises en 74 manches et deux tiers lancées lors de 75 matchs en 2012. L'année suivante, sa moyenne s'élève à 2,59 en 62 manches et deux tiers, avec 72 retraits sur des prises en 65 matchs.
Dans les séries éliminatoires, Balfour entre en jeu sur une égalité de 4-4 dans le second match de la Série de divisions 2012 face aux Tigers de Détroit et accorde en 9e manche le point gagnant, encaissant la défaite. Il se reprend deux jours plus tard en enregistrant le sauvetage dans une victoire d'Oakland lors du 3e match de la série. Oakland est à nouveau opposé à Détroit dans la Série de divisions 2013 : Balfour est le lanceur gagnant du second match remporté 1-0 et réussit le sauvetage dans la 3e partie. La série est une de fois plus perdue par Oakland, mais Balfour n'accorde en 2013 aucun point aux Tigers en 3 manches lancées.
Devenu agent libre, Grant Balfour s'apprête en décembre 2013 à signer un contrat de deux saisons avec les Orioles de Baltimore, mais les résultats des examens médicaux auxquels il doit se soumettre ne sont pas satisfaisants pour l'équipe, qui revient sur sa décision.

### Retour chez les Rays
Le 23 janvier 2014, Balfour signe un contrat de deux ans avec son ancienne équipe, les Rays de Tampa Bay. Il connaît une mauvaise saison 2014 avec deux victoires, 6 défaites, 12 sauvetages et une moyenne de points mérités de 4,91 en 62 manches et un tiers lancées.. Il est libéré après seulement 6 matchs joués en 2015.

## Personnalité
Balfour est réputé pour son attitude énergique et démonstrative au monticule. Il n'est pas rare de l'entendre soliloquer sur la butte et lancer des grossièretés, qui ne sont pourtant pas dirigées vers ses adversaires. Il explique qu'il s'agit de sa manière personnelle de se motiver durant le match. Un média de la région d'Oakland l'a d'ailleurs surnommé  « The Mad Australian ». Ce trait de personnalité lui a causé des ennuis en au moins une occasion : durant la Série de division 2008 contre les White Sox de Chicago, le frappeur Orlando Cabrera, qui n'est pas familier avec cette caractéristique de Balfour, alors lanceur pour les Rays de Tampa Bay, se croit la cible de ses insultes et s'en prend à lui verbalement.